# Russell Oatman
Pour les articles homonymes, voir Oatman.
Russell Oatman (né le 19 février 1905 à Tillsonburg, province de l'Ontario au Canada - mort le 25 octobre 1964) est un joueur professionnel canadien de hockey sur glace. Il évoluait au poste d'ailier. Il est le frère cadet d'Edward Oatman.

## Carrière de joueur
En 1924, il a commencé sa carrière professionnelle avec les Cougars de Victoria dans la WCHL. Par la suite, il a joué dans la Ligue nationale de hockey avec les Cougars de Détroit, les Maroons de Montréal et les Rangers de New York. En 1930, il met un terme à sa carrière après une saison avec les Cataracts de Niagara Falls de la Ligue internationale de hockey,.

## Statistiques
| Saison     | Équipe                     | Ligue      |     | Saison régulière | Saison régulière | Saison régulière | Saison régulière | Saison régulière |   | Séries éliminatoires | Séries éliminatoires | Séries éliminatoires | Séries éliminatoires | Séries éliminatoires |
| Saison     | Équipe                     | Ligue      | PJ  | B                | A                | Pts              | Pun              | PJ               | B | A                    | Pts                  | Pun                  |                      |                      |
| 1924-1925  | Rockets de Minneapolis     | USAHA      | 27  | 4                | 0                | 4                | -                | -                | - | -                    | -                    | -                    |                      |                      |
| 1925-1926  | Cougars de Victoria        | WCHL       | 30  | 8                | 4                | 12               | 38               | -                | - | -                    | -                    | -                    |                      |                      |
| 1926-1927  | Cougars de Détroit         | LNH        | 14  | 3                | 0                | 3                | 12               | -                | - | -                    | -                    | -                    |                      |                      |
| 1926-1927  | Maroons de Montréal        | LNH        | 25  | 8                | 4                | 12               | 30               | 2                | 0 | 0                    | 0                    | 0                    |                      |                      |
| 1927-1928  | Maroons de Montréal        | LNH        | 44  | 7                | 4                | 11               | 36               | 9                | 1 | 0                    | 1                    | 18                   |                      |                      |
| 1928-1929  | Maroons de Montréal        | LNH        | 11  | 1                | 0                | 1                | 12               | -                | - | -                    | -                    | -                    |                      |                      |
| 1928-1929  | Rangers de New York        | LNH        | 27  | 1                | 1                | 2                | 10               | 4                | 0 | 0                    | 0                    | 0                    |                      |                      |
| 1929-1930  | Tigers de Hamilton         | LIH        | 7   | 2                | 0                | 2                | -                | -                | - | -                    | -                    | -                    |                      |                      |
| 1929-1930  | Cataracts de Niagara Falls | LIH        | 20  | 6                | 2                | 8                | 29               | -                | - | -                    | -                    | -                    |                      |                      |
| Totaux LNH | Totaux LNH                 | Totaux LNH | 121 | 20               | 9                | 29               | 100              | 15               | 1 | 0                    | 1                    | 18                   |                      |                      |